# Carlos Rosel
Carlos Iván „Chivo” Rosel Bermont (ur. 31 sierpnia 1995 w Méridzie) – meksykański piłkarz występujący na pozycji skrzydłowego.